# 안노본섬

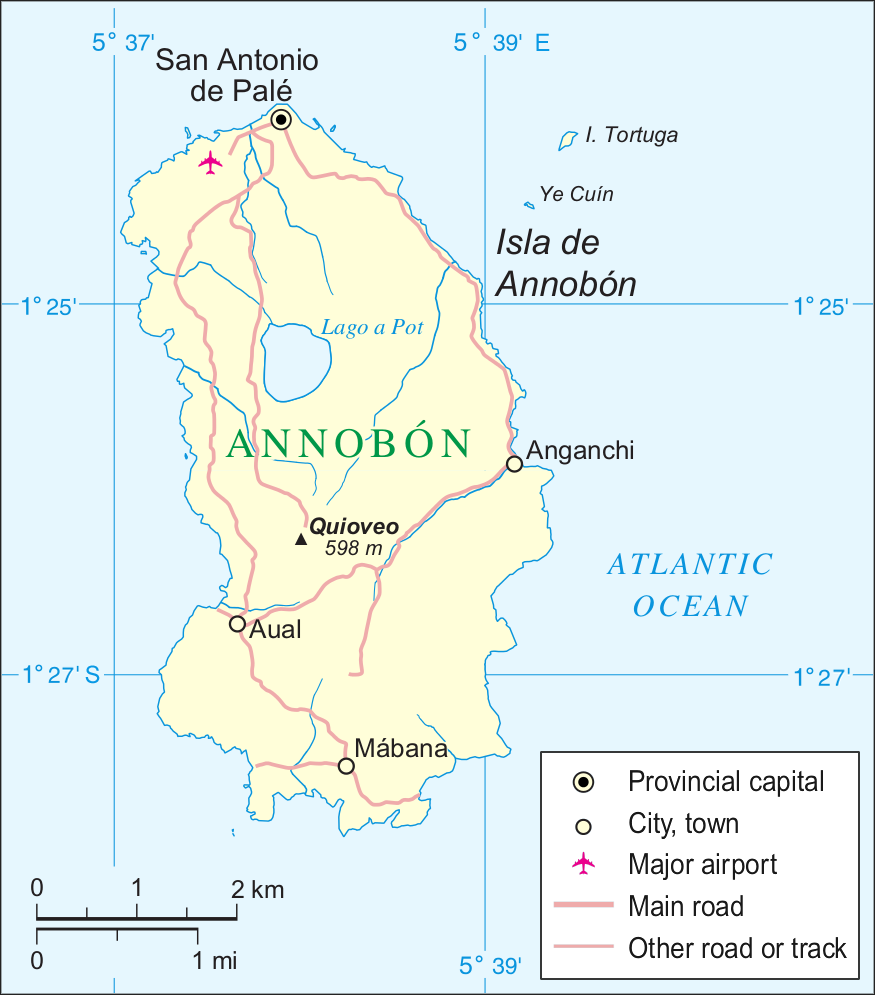
안노본섬

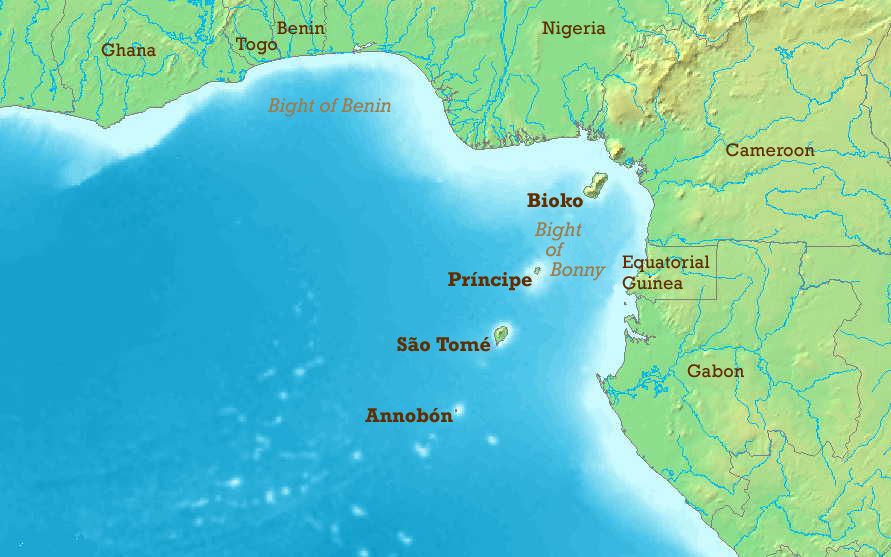
안노본섬(가장 왼쪽)과 인근 섬들의 위치

안노본섬(Annobón, Annabon, Anabon / 포르투갈어: Ano bom - 좋은 해를 의미)은 파갈루(Pagalu) 혹은 피갈루(Pigalu)섬으로도 알려진 적도 기니의 부속 섬이다. 남대서양에 위치한 섬으로, 남위 1°25′, 동위 5°38′에 자리잡고 있다.
남북으로 6.4 km, 동서로 3.2 km인 타원형의 섬인데, 넓이는 17 km2이다. 약 5천 명의 주민이 거주하고 있으며, 주요 산업은 어업과 임업이다. 적도 기니의 아프리카 대륙부인 리오무니(Río Muni) 해안에서 남서쪽으로 500 km 떨어진 곳에 있고, 아프리카 대륙에서 가장 가까운 곳은 섬에서 350 km 떨어져 있는 가봉의 서해안이며, 상투메섬에서 남서쪽으로 180 km 떨어져 있다.
안노본은 해발 598m 높이로 돌출된 화산섬이다. 아름다운 계곡과 가파란 산악지형이 특징으로 울창한 산림과 무성한 수목으로 덮여있다. 섬의 중앙에는 라고 아 포트(Lago A Pot)라고 불리는 커더란 크레이터가 형성되어 있다. 남쪽의 산타렘섬(Santarem)을 비롯하여 많은 작은 바위섬들이 주섬을 둘러싸고 있다.
이 섬은 적도 기니의 주인 안노본주를 형성하고 있다. 이 주의 주도는 북쪽에 위치한 도시인 산안토니오데팔레(San Antonio de Palé)이며 이 섬의 다른 도시는 단순히 산안토니오(San Antonio)라고 불린다. 정박소가 비교적 잘 정비되어 있고 몇몇 선박들은 안노본의 풍부한 물과 식량을 얻기 위해 이곳에 정박하기도 한다. 그러나 적도 기니로부터의 정기 항로는 없고 선박은 몇 달에 한 번씩 비정기적으로 이곳에 머무른다.
안노본은 종종 이웃 나라인 상투메 프린시페와 마찬가지로 기니만의 일부로 인식되지만 엄밀히 말해 국제수로기구(IHO)가 정의내린 기니 만의 경계는 이 섬의 북쪽을 지나간다.

## 역사
안노본섬은 1473년 1월 1일 포로투갈 항해자들에 의해 발견되었으며 "Ano bom"이라는 이름도 새해 첫날을 기념하여 지어진 것이다. 1474년 포르투갈에 의해 식민화 될때까지 아무도 살지 않는 무인도였다는데 앙골라에 살던 아프리카 인들이 상투메섬을 거쳐 처음 이 섬에 거주했다.
1778년 산일데폰소의 첫 번째 조약(First Treaty of San Ildefonso)에 의해 포르투갈이 브라질을 영유하는 대신 비오코섬과 안노본섬, 그리고 기니 해안의 일부가 스페인의 영토로 확정되었다. 이는 아프리카에 영토를 얻고자 하는 스페인과 "뉴 포르투갈(오늘날의 브라질)"의 영토를 넓히고 싶어하는 포르투갈의 이해관계가 맞아 떨어진 결과였다. 그 결과 스페인령 기니라는 아프리카 식민지가 형성되었다.
이 섬의 주민들은 스페인에 의한 점령과 토지분할을 거부했고 스페인 점령군에 대해 적대행위를 계속했다. 주민들은 그들의 새로운 지주에 대해 반란을 일으켰고 무정부 상태가 조성되었다. 이러한 소요사태는 10척의 배가 이 섬에 상륙할 때까지 계속되었고 그동안 5개의 원주민 부족에 의해 통치되었다. 19세기 후반에 이르러서야 스페인은 이 섬을 장악할 수 있었고 1909년까지 이 섬은 엘로베, 안노본, 코리스코 식민지의 일부로 편입되었다.
1968년 안노본섬을 비롯한 스페인령 기니는 적도 기니 공화국으로 독립을 쟁취한다.
적도 기니의 초대 대통령인 프란시스코 마시아스 응게마가 집권하던 마지막 해에 이 섬은 아프리카식 표현인 피갈루(Pigalu) 혹은 파갈루(Pagalu)섬으로 개명된다.
오늘날 이 섬의 공식 언어는 스페인어이다. 섬의 주민들은 포르투갈, 스페인, 앙골라인의 혼혈이다. 그러나 역사적으로 이어진 스페인에 대한 반감과 적도 기니 본토와의 멀리 떨어진 거리, 그리고 포르투갈 식민지였던 상투메 프린시페와의 가까운 접근성으로 인해 이 섬의 문화는 스페인보다 포르투갈에 근접해 있다.

## 자연
가봉 해안으로부터 335km 떨어져 있는 이 섬은 원래 사람이 살지 않는 무인도였고 생물학적 다양성이 매우 잘 보존되어 있었다. 식민화가 시작된 후 섬의 주민들은 땟목이나 카누를 사용했고 섬 근해에서 작살을 이용하여 혹등고래 등의 고래류를 사냥했다.
오조 블랑코(Ojo Blanco)나 안노본 극락조(Monarca del Paraíso de Annobón) 같은 특유의 조류들이 이 섬에 서식하고 있다. 2종의 박쥐를 포함한 29종의 조류가 살고 있으며 5종의 파충류와 3종의 바다거북, 18종의 민물고기도 서식하고 있다. 또한 모기, 전갈, 거대 지네등도 발견된다. 이 섬에 육식 포유류는 발견되지 않지만 근해에서는 상어가 서식하고 있다.
208종의 식물군이 보고되고 있으며 이중 15%가 이지역 특유의 것이다. 이들 중에는 바오밥 나무와 케이팝 나무를 비롯하여 다수의 양치식물과 이끼류가 속해있다.

## 언어
이 섬의 주된 언어는 포르투갈어 크레올인 안노본어(Fá d'Ambô)가 사용된다. 그러나 공용어인 스페인어도 널리 쓰이며 학생들과 관광객들에 의해 주로 사용된다. 또한 스페인어는 안노본어에 이어 2번째로 많이 쓰이는 언어이기도 하다.

### 주목할 만한 작가
안노본 출신의 작가 후안 토마스 아빌라 라우렐(Juan Tomás Ávila Laurel)은 안노본에 대해 쓴 작품들로 유명하다. 그는 스페인어로 작품을 저술했다.

## 유전 보호
안노본은 적도 기니의 영해를 설정하는 데 있어 아주 중요한 전략거점으로 역할을 한다. 적도 기니 본토와 안노본섬 사이에 상투메 프린시페가 위치하는데 이러한 지정학적 위치로 인해 영해 분쟁이 자주 일어난다.
기니만에 채굴되는 석유가 적도 기니 경제의 80% 이상을 차지하고 있고 현재 속도대로 채굴된다면 2020년 이전에 모두 고갈될 것으로 예측되고 있다. 현재 상투메 프린시페는 채굴을 그만둔 상태이지만 3,400만 배럴에 원유가 안노본섬과의 경계에 묻혀 있는 것으로 추측된다. 적도 기니는 북위 1도에서 남위 5도 사이, 그리고 동위 2도에서 동위 7도 사이에 이르는 광범위한 해양의 탄화수소 탐사권과 채굴권을 가진다고 주장하고 있다. 이 면적은 적도 기니 전체 영토와 영해를 합친 것보다 더 큰 것이다.

## 쓰레기 투기
독일 잡지 슈피겔은 2006년 8월 28일 적도 기니 정부가 안노본섬에 방사능 폐기물을 버리려 한다고 보도한 바 있다.